# The Bill
The Bill är en brittisk TV-serie som utspelar sig på och runt polisstationen Sun Hill i den påhittade stadsdelen Canley i östra London. I serien nämnd även andra stationer i samma distrikt, till exempel Barton Street, Stafford Row och Spicer Street. Canley stämmer i stort överens med den verkliga stadsdelen Tower Hamlets, men serien spelas in över hela staden med tyngdpunkt på de södra stadsdelarna och särskilt runt Merton. En del scener spelas in i östra London och i London Docklands.
The Bill är en ovanlig polisserie så till vida att den är inspelad som en löpande serie och inte fokuserar på en enskild del av polisarbete, som till exempel kriminalteknik. Istället inriktar sig serien på att skildra uniformerad polis i deras dagliga arbete, men även arbetet som bedrivs på kriminalavdelningen CID. I sitt nuvarande format kan en historia skildras under ett-två avsnitt, medan andra kan återkomma under flera månader upp till ett år.
Serien började som ett enstaka avsnitt (pilotprogram) på ITV 1983 med titeln Woodentop. I avsnittet spelades polisassistenterna Jim Carver och June Ackland av Mark Wingett och Trudie Goodwin. Avsnittet handlade om Carvers första pass som patrullerande polis. Första avsnittet skrevs av Geoff McQueen och gjorde ett så gott intryck på ITV:s ledning att man beslöt göra en serie.
Den 30 oktober 2003 direktsändes ett avsnitt av The Bill för att fira seriens 20-årsjubileum. Avsnittet regisserades av Sylvie Boden och var så välproducerat (bland annat inkluderade det ett fall från ett tak och ett fyrverkeri) att många tittare inte kunde förstå att det sändes direkt. En andra direktsändning gjordes 22 september 2005, även detta i regi av Sylvie Boden.
I Sverige har serien visats i bland annat TV3 (som Polisliv), på TV4 (under namnet Sun Hills polisstation) och på Kanal 9 (som The Bill) med första svenska premiär 27 oktober 1988.

## Skådespelare
The Bill har cirka 24 fasta roller. Rollbesättningen består av ledande befattningar, chefer på mellannivå (kommissarier och kriminalinspektörer), 7-12 polisassistenter och 4-6 kriminalassistenter samt 1-3 personer i administrativa befattningar.